# Little Nemo (pel·lícula de 1911)
Winsor McCay: The Famous Cartoonist of the NY Herald and His Moving Comics (traduïble en català com a 'Winsor McCay: El famós dibuixant de l'Herald de Nova York i els seus còmics animats'), més conegut com a Little Nemo ('Petit Nemo'), és un curtmetratge d'animació mut de 1911 obra de l'il·lustrador estatunidenc Winsor McCay. Va ser la primera pel·lícula de McCay, una de les primeres d'animació que es van produir en la història del cinema i incloïa personatges de la tira còmica Little Nemo in Slumberland de McCay. L'animació de personatges expressiva va distingir la pel·lícula dels experiments d'animadors anteriors.
Inspirat pels foliscopis que el seu fill havia portat a casa, McCay va veure el potencial del mitjà d'animació cinematogràfica. Va afirmar que va ser el primer en fer pel·lícules d'aquest tipus, tot i que James Stuart Blackton i Émile Cohl estaven entre els que el van precedir. Els quatre mil dibuixos necessaris pel curt i plasmats sobre paper d'arròs es van rodar als Vitagraph Studios sota la supervisió de Blackton. La major part del temps d'execució de la pel·lícula es compon d'una seqüència d'acció en viu la trama de la qual presenta a McCay apostant als seus col·legues que pot fer dibuixos que es moguin. Posteriorment, guanya l'aposta amb quatre minuts d'animació en què els personatges de Little Nemo actuen, interactuen i es metamorfosen a voluntat de McCay.
Little Nemo es va estrenar a les sales de cinema el 8 d'abril de 1911 i quatre dies després McCay va començar a utilitzar-lo com a part del seu acte de vodevil. La seva bona acollida el va motivar a pintar a mà cadascun dels fotogrames animats de la pel·lícula, originalment en blanc i negre. L'èxit de la pel·lícula va portar McCay a dedicar més temps a l'animació i, després de Little Nemo, va continuar amb How a Mosquito Operates el 1912 i la seva pel·lícula més coneguda, Gertie the Dinosaur, el 1914.
El 2009, Little Nemo va ser seleccionada per la Biblioteca del Congrés dels EUA per a la seva preservació al National Film Registry com a «important culturalment, històrica i estètica».

## Rerefons
Winsor McCay (c. 1867–71 – 1934) havia treballat prolíficament com a artista comercial i dibuixant quan va començar a fer còmics per a diaris com Dream of the Rarebit Fiend (1904–11) i la seva tira característica Little Nemo in Slumberland (1905–14). El 1906, McCay va començar a actuar al circuit de vodevil, en el qual hi va realitzar actuacions i xerrades, dibuixant en directe davant del públic.
Inspirat pels foliscopis que el seu fill Robert havia portat a casa, McCay va dir que «veia la possibilitat de crear imatges en moviment» dels seus cartoons. McCay, llavors amb quaranta anys, va afirmar que va ser «el primer home del món a fer pel·lícules d'animació», malgrat que probablement estigués familiaritzat amb el treball anterior del britànicocolombià James Stuart Blackton i del francès Émile Cohl. El 1900, Blackton va produir The Enchanted Drawing, una pel·lícula de trucs en què un artista interactuava amb un dibuix sobre un cavallet. Blackton va utilitzar dibuixos amb guix el 1906 per animar la pel·lícula Humorous Phases of Funny Faces i va utilitzar tècniques de stop-motion per animar una escena de la pel·lícula de 1907 The Haunted Hotel. Les pel·lícules de Cohl, com ara Fantasmagorie de 1908, eren peces oníriques no narratives en les quals els personatges i les escenes canviaven contínuament de forma. Les pel·lícules de Cohl es van distribuir per primera vegada als EUA l'any 1909, any en què McCay va dir que es va interessar per primera vegada per l'animació. Segons el biògraf de McCay, John Canemaker, aquest va combinar les qualitats interactives de les pel·lícules de Blackton amb les qualitats abstractes i canviants de Cohl en les seves pròpies pel·lícules. A les pel·lícules de tots tres, l'artista interactua amb l'animació.

### Little Nemo
Considerada l'obra mestra de McCay, Little Nemo in Slumberland es va presentar l'octubre de 1905 com una tira dominical de pàgina sencera al New York Herald. El seu nen protagonista, basat en el fill de McCay, Robert, tenia somnis fabulosos que s'interromprien quan despertava en la darrera vinyeta. McCay va experimentar amb el temps i el ritme, la forma de la pàgina dels còmics, la mida i la forma de les vinyetes, la perspectiva, els detalls arquitectònics i altres matisos.

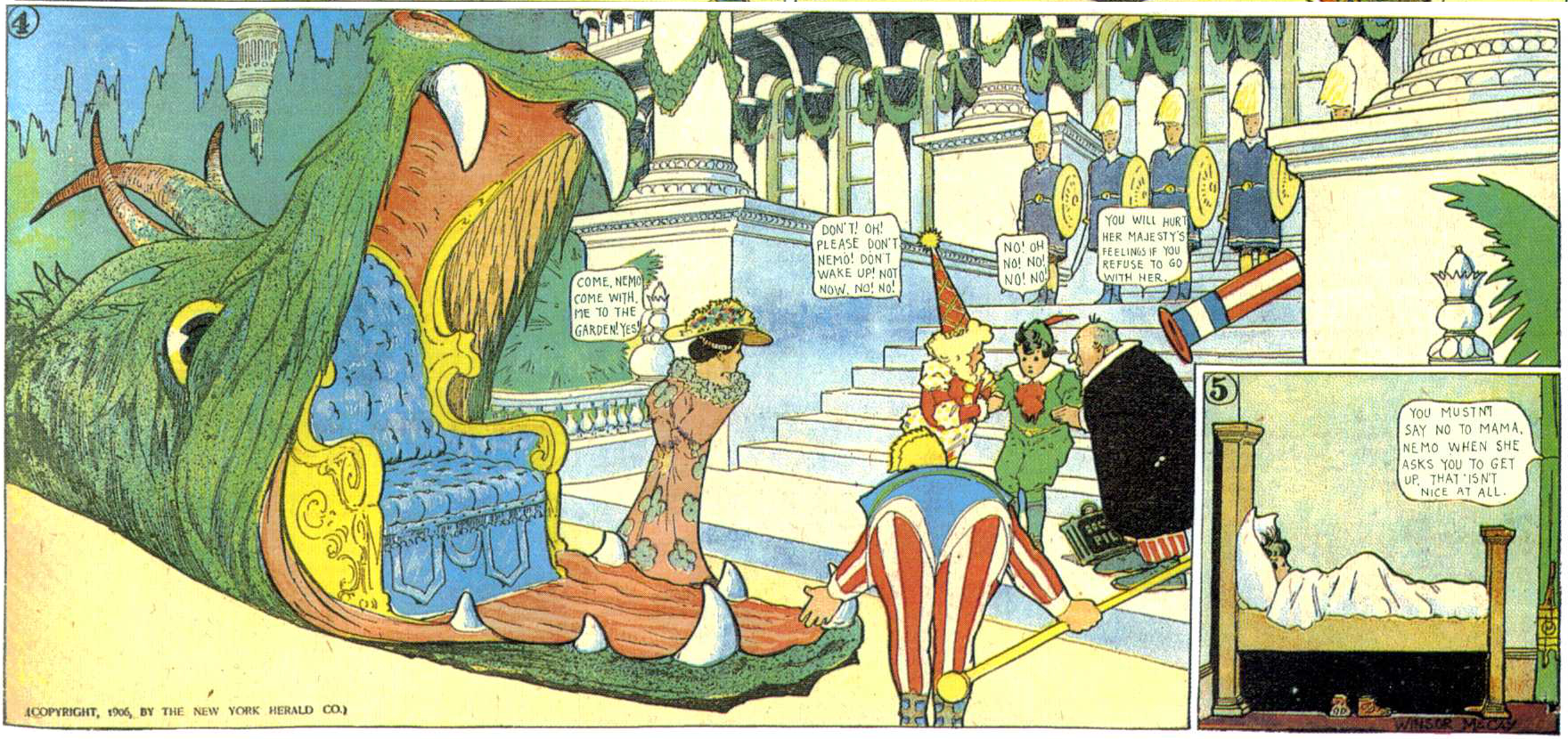
La tira còmica Little Nemo in Slumberland es considera l'obra mestra de McCay (22 de juliol de 1906).

La tira ha vist una sèrie d'altres adaptacions. Un extravagant espectacle escènic de Little Nemo de 100.000 dòlars amb una partitura de Victor Herbert i lletres de Harry B. Smith es va presentar davant del públic, que va exhaurir les entrades el 1907. Un llargmetratge conjunt estatunidenc-japonès Little Nemo: Adventures in Slumberland va aparèixer el 1989, amb contribucions de Ray Bradbury, Chris Columbus i Moebius. Little Nemo: The Dream Master va ser una adaptació en videojoc de plataforma de desplaçament lateral, llançat el 1990 per l'empresa Capcom i per a ésser jugat a la consola Nintendo Entertainment System, a partir de l'adaptació de la pel·lícula del 1989.

## Argument
Després dels crèdits proclamant a McCay com «El famós dibuixant del New York Herald» i «el primer artista a intentar fer dibuixos que es mouran», el curtmetratge comença amb McCay assegut en un restaurant amb un grup de col·legues, entre ells el dibuixant George McManus, l'actor John Bunny i l'editor Eugene V. Brewster. McCay aposta al grup que en un mes podrà fer moure 4000 dibuixos. El grup riu i fa gestos tractant-lo d'ebri i de boig. McCay es posa a treballar en un estudi on dirigeix els treballadors a moure's per farcells de paper i barrils de tinta. Un mes després, McCay reuneix els seus col·legues davant d'un projector de cinema i dibuixa ràpidament els personatges del repartiment de la seva tira còmica Little Nemo.
McCay col·loca un dibuix del personatge de Flip en una ranura de fusta davant de la càmera. Les paraules «Watch me move» ('Mira'm moure'm') apareixen a sobre del cap d'en Flip i comença a fer gestos mentre fuma un cigar. Els blocs cauen del cel i s'agrupen en el personatge d'Impie; les figures de la parella es distorsionen, desapareixen i reapareixen abans que un petit Nemo vestit de manera fantàstica es materialitzi màgicament. En Nemo impedeix que els altres dos lluitin i pren el control de les seves formes: els estira i els aixafa en aixecar i baixar els braços. Aleshores, en Nemo dibuixa una princesa i la porta a la vida animada. Li regala una rosa que de sobte ha crescut a prop, tot just quan apareix un drac gegantí. La parella s'asseu en un tron a la boca del drac i saluda l'audiència mentre el drac se'ls emporta a tots dos.
El Flip i l'Impie intenten seguir el drac en un cotxe decrèpit, però aquest explota i els llança pels aires. El Doctor Pill hi arriba per ajudar-los, però no pot trobar ningú fins que en Flip i l'Impie aterren damunt seu. La parella prova d'ajudar el metge a aixecar-se quan l'animació es congela. La càmera s'allunya per revelar el número de sèrie «No. 4000» amb un dit polze que subjecta el dibuix.

## Producció
A finals del 1910, McCay havia fet els 4.000 dibuixos de paper d'arròs per a la part animada de la pel·lícula. A cadascun se li va assignar un número de sèrie i es van fer marques a les cantonades superiors per al registre. Estaven muntats en fulls de cartró per tal de facilitar-ne la manipulació i la fotografia. Abans de fer-los fotografiar, els va provar en una màquina de manovella de 24x12x20 polzades (61x30x51 centímetres) semblant a un mutoscopi per assegurar-se que l'animació fos fluida. La fotografia es va fer als Vitagraph Studios sota la supervisió de James Stuart Blackton. La part animada va durar uns quatre minuts del total de la pel·lícula. En només una seqüència, McCay va utilitzar un bucle d'animació per a una acció repetida: va reutilitzar una sèrie de set dibuixos sis vegades (tres endavant, tres enrere) perquè Flip mogués el seu cigar amunt i avall a la boca tres vegades. McCay va fer un ús més extens d'aquesta tècnica en les seves pel·lícules posteriors.

## Estil

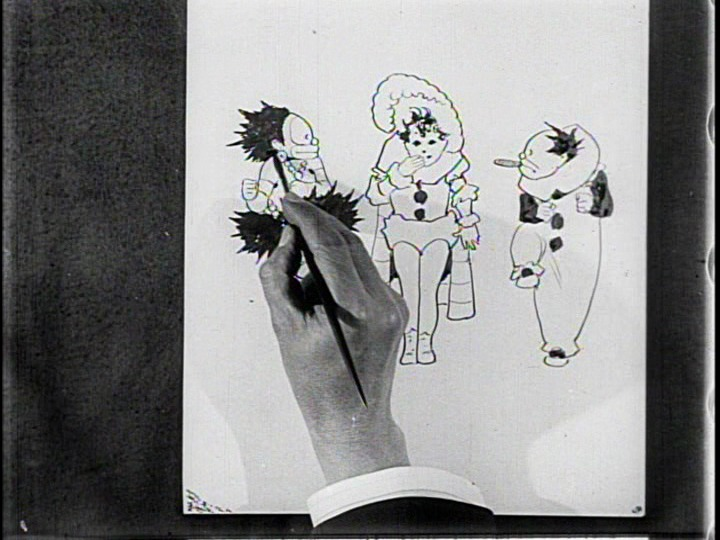
Winsor McCay dibuixant tres dels seus personatges de Little Nemo: Impie, Nemo i Flip.

Els dibuixos de McCay tenen un estil modernista molt detallat i distintiu pels lectors dels seus còmics. L'animació expressiva dels personatges va diferenciar Little Nemo de les pel·lícules de Blackton i Cohl. Com a característica destaca que en la seva obra no hi ha cap escenari de fons; la primera pel·lícula de McCay que en va tenir va ser Gertie the Dinosaur, del 1914. McCay va demostrar el seu domini de la perspectiva lineal en escenes com ara la desaparició suau del drac en la distància. La recepció positiva de la pel·lícula va motivar a McCay a pintar a mà cadascun dels fotogrames de 35 mm de la pel·lícula, originalment en blanc i negre. El carro del drac que s'enduu en Nemo i la princesa va aparèixer originalment en tres episodis de Little Nemo in Slumberland a mitjans de 1906. La seva aparició pot ser una picada d'ullet als lectors dels primers anys.

## Recepció i llegat
Distribuïda per Vitagraph, la pel·lícula es va estrenar als cinemes el 8 d'abril de 1911. Winsor McCay va incloure la pel·lícula com a part del seu acte de vodevil a partir del 12 d'abril. Little Nemo va ser popular entre el públic i va obtenir crítiques positives. La revista cinematogràfica The Moving Picture World va qualificar Nemo com «una obra admirable... una d'aquelles pel·lícules que tenen un patrimoni publicitari natural per la gran i àmplia popularitat del seu tema: Little Nemo és conegut arreu». Per altra banda, The Morning Telegraph va qualificar el nou acte millorat amb la pel·lícula de McCay com «fins i tot una oportunitat més gran que l'anterior» i va posar McCay a la seva Llista blava de vodevil d'«actors i actes amb les qualificacions més altes». L'any 1938 l'arquitecte Claude Bragdon va recordar l'emoció que va sentir quan va veure Little Nemo i va dir que «havia presenciat el naixement d'un nou art». Nemo va aparèixer a l'escenari i als cinemes durant la mateixa setmana, però McCay va posposar les estrenes als cinemes de les seves dues pel·lícules següents, How a Mosquito Operates (1912) i Gertie the Dinosaur (1914), durant un temps després d'utilitzar-les al seu espectacle escènic.
L'historiador de l'animació Giannalberto Bendazzi va veure que la sèrie transformadora d'imatges del Nemo sense trama servia com una mica més que una demostració de les capacitats del mitjà d'animació. Bendazzi va escriure que McCay va superar aquest experimentalisme obert a How a Mosquito Operates.
El mètode de treball de McCay va ser laboriós i els animadors van desenvolupar una sèrie de mètodes per reduir la càrrega de treball i accelerar la producció per tal de satisfer la demanda de pel·lícules d'animació. Al cap d'uns anys després del llançament de Nemo, les clavilles de registre del canadenc Raoul Barré combinades amb la tecnologia cel de l'estatunidenc Earl Hurd es van convertir en mètodes gairebé universals als estudis d'animació. El 1916, el mateix McCay va adoptar aquest mètode cel, a partir de la seva quarta pel·lícula The Sinking of the Lusitania (1918).
El 2009, Little Nemo va ser seleccionada per la Biblioteca del Congrés per a la seva preservació al National Film Registry atesa la seva «importància cultural, històrica i estètica».